# Niunbaun
Niunbaun is een bestuurslaag in het regentschap Kupang van de provincie Oost-Nusa Tenggara, Indonesië. Niunbaun telt 593 inwoners (volkstelling 2010).